# Batrachorhina mediomaculata
Batrachorhina mediomaculata är en skalbaggsart som beskrevs av Stefan von Breuning 1942. Batrachorhina mediomaculata ingår i släktet Batrachorhina och familjen långhorningar.
Artens utbredningsområde är Madagaskar. Inga underarter finns listade.